# Otto Beständig (Maler)
Otto Gottlieb Louis Beständig, auch Otto Beständig junior (* 17. Februar 1873 in Hamburg; † 15. März 1931 ebenda), war ein deutscher Porträt- und Landschaftsmaler.

## Leben

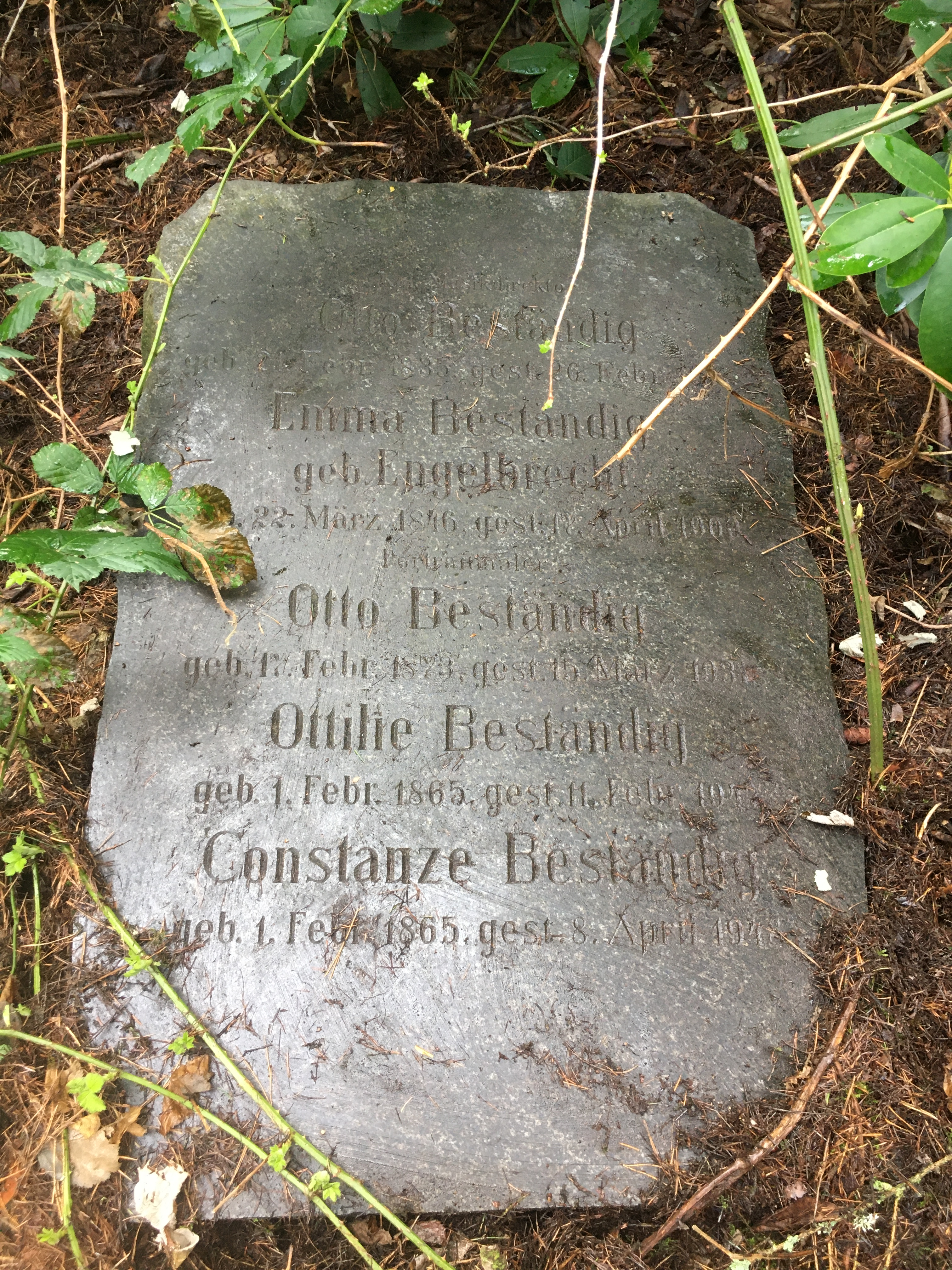
Grabstätte im Planquadrat Z 24/AA 24 auf dem Friedhof Ohlsdorf

Otto Beständig war ein Sohn des gleichnamigen Komponisten und königlichen Musikdirektors Carl Otto Paul Gustav Beständig (1835–1917) und dessen Frau Emma Ernestine Johanna, geb. Engelbrecht (1846–1900). Nach dem Abitur am Gymnasium in Wandsbek studierte er an der Kunstakademie Düsseldorf bei Eduard von Gebhardt, Peter Janssen, Claus Meyer und Wilhelm Sohn. Nach weiteren Studien in München, etwa an der Akt-Schule von Ludwig Schmid-Reutte und bei Carl von Marr, folgte ein mehrjähriger Aufenthalt in den Alpen. Danach kam er wieder nach Hamburg zurück und war als Porträtmaler und Lehrer für die Radier-Technik tätig. Er malte besonders Porträts, u. a. mehrere Bürgermeisterbilder für die Rathäuser in Oldesloe und Lübeck. Daneben fertigte er Landschaften, Tierstudien, Interieurs und Radierungen.
Otto Beständig war seit dem 24. September 1913 verheiratet mit Louise Agnes Bertha Busse (* 1876), Tochter eines Konkursverwalters und Bücherrevisors. Er ruht auf dem Friedhof Ohlsdorf.

## Werke (Auswahl)
- Peter Hinrich Tesdorpf, Kopie eines Porträts nach Balthasar Denner
- Johann Matthaeus Tesdorpf, Kopie eines Porträts nach Rudolph Suhrlandt, (beide in der Bürgermeistergalerie Lübeck)
- Martin Hennig (1864–1920), 1927, Öl auf Leinwand, 77 × 65,4 cm, Das Rauhe Haus, Archiv, Hamburg
- Amanda Beständig, Porträt,  Öl auf Pappe, 70 × 50 cm, Winckelmann-Museum Stendal[4]